# Diamant (vonat)
A Diamant egy expresszvonat volt, melyet a Deutsche Bundesbahn üzemeltetett különböző útvonalakon. Neve, a Diamant flamand nyelven gyémántot jelent, utalva a járat kiindulási állomására, a belgiumban található Antwerpenre, mely a gyémántpiac európai központja. Az első járat 1962. szeptember 30-án indult Nyugat-Németország fővárosából, Bonnból Antwerpenbe, kizárólag első osztályú helyekkel. A járaton használt vasúti jármű a VT 08 sorozatú dízel motorvonat volt.

## Története
A járat 1965. május 30-án bekerült a Trans-Europ-Express (TEE) hálózatba. A VT 08 sorozat helyét pedig a DB VT 11.5 sorozat vette át, mely korábban a TEE Helvetia járaton használtak. Később ez a dízelmotorvonat is le lett cserélve villamos mozdony vontatta személykocsikra. A németországi útvonalát is megváltoztatták: már nem állt meg Bonnban, a végállomása Dortmund lett.
1966 májusában, egy évvel azután, hogy bekerült a TEE hálózatba, a nyugati végállomása is megváltozott, Antwerpen helyett Brüsszelig jártak a szerelvények, elveszítve a Diamant nevet adó városát.
Ahogy haladt a vasútvonalak villamosítása, úgy változott az útvonala is, néha egészen messze keletre került, érintve Hannovert is. 1976. május 29-én a Diamant kikerült a TEE hálózatból, majd 1979. május 27-én ismét visszakerült a TEE vonatok közé, de már nem mint nemzetközi vonat, hanem  átvéve a Blauer Enzian münchen-hamburg közötti szakaszát. Csak hétfőtől péntekig közlekedett, majd két év elteltével megszüntették a járatot.
A harmadik Diamant korszak 1988. május 29-től 1991. június 1-ig tartott mint DB Intercity. Ekkor Hamburg és Stuttgart között közlekedett Kölnön keresztül. Habár nem volt nemzetközi vonat, szombatonként néhány rövidebb periódus alatt egészen az ausztriai Innsbruckig közlekedett, beleértve az 1991. januárja és májusa közötti időszakot is.

## Menetrend

### 1965
| TEE 25 | Ország      | Állomás       | km  | TEE 26 |
| ------ | ----------- | ------------- | --- | ------ |
| 16:35  | Németország | Dortmund      | 0   | 12:08  |
| 16:48  | Németország | Bochum        | 19  | 11:53  |
| 17:00  | Németország | Essen         | 34  | 11:41  |
| 17:18  | Németország | Duisburg      | 54  | 11:25  |
| 17:33  | Németország | Düsseldorf    | 77  | 11:09  |
| 18:09  | Németország | Keulen        | 117 | 10:41  |
| 18:55  | Németország | Aken          | 187 | 09:56  |
| 19:53  | Belgium     | Luik          | 242 | 09:04  |
| 20:53  | Belgium     | Brussel Noord | 342 | 08:04  |
| 21:30  | Belgium     | Antwerpen     | 387 | 07:27  |